# Chorzele
Chorzele é um município da Polônia, na voivodia da Mazóvia e no condado de Przasnysz. Estende-se por uma área de 17,51 km², com 3 042 habitantes, segundo os censos de 2016, com uma densidade de 173,7 hab/km².